# Вступ Португалії до Європейських Співтовариств
Вступ Португалії до Європейських Співтовариств — це процес, який дозволив Португальській Республіці приєднатися до ЄЕС (який став Європейським Союзом у 1993 році) 1 січня 1986 року. Таким чином Європейське економічне співтовариство розширилося до 12 держав (Португалія увійшла одночасно з Іспанією).

## Історія
Португальські кроки щодо приєднання до Європейського економічного співтовариства почалися після смерті Антоніу де Олівейра Салазара в 1968 році та кінця його диктаторського режиму, Нова Держава. Зобов’язання мати стабільний демократичний політичний режим є необхідною умовою для подання заявки країни на членство Маріо Соарешем 28 березня 1977 року.
Трохи більше ніж через рік після подання заявки, 19 травня 1978 року, Комісія видала позитивний висновок щодо заявки Португалії на членство, після чого були відкриті переговори про членство. Незважаючи на те, що у висновку рекомендовано розглянути португальську заявку, він також підкреслив значні небезпеки, притаманні вступу Португалії в державу країни на той час, зазначивши, що «глибокі соціальні та економічні реформи» будуть потрібні, перш ніж вступ стане успішним.
Після переговорів Португалія вступила до ЄЕС 1 січня 1986 року разом з Іспанією та вийшла з Європейської асоціації вільної торгівлі. Це членство дозволило консолідувати демократичний перехід і сприяти швидкому економічному розвитку. Величезний приплив іноземного капіталу, як завдяки допомозі громади, так і завдяки інвестиціям, спричиненим відкриттям до спільного європейського ринку, уможливив модернізацію економічної структури.
Прагнення до Європи виявляється в активній участі країни в розробці великих європейських проєктів: шенгенська зона, євро чи підтримка інтеграції посткомуністичних демократій. Країна скористалася структурними фондами та фондами згуртованості, фінансуючи понад 35 000 проєктів. ВВП на душу населення зріс з менш ніж 7000 євро в 1986 році до 19 000 євро в 2008 році. Водночас відбувається перебудова відносин з Іспанією, Бразилією та колишніми африканськими колоніями; Іспанія стала головним економічним партнером країни, Португалія входить до числа перших іноземних інвесторів у Бразилії, а процес нормалізації відносин з новими африканськими державами в результаті португальської деколонізації дозволяє створити Співдружність португаломовних країн (CPLP) та інші (комерційні, політичні, культурні тощо) організації.